# تييري ري
تييري ري (بالفرنسية: Thierry Rey)‏ هو مقدم برامج إذاعية فرنسي، ولد في 1 يونيو 1959 في Veurne ‏ في بلجيكا.

## وصلات خارجية
- تييري ري على موقع الفيدرالية الدولية للجودو (الإنجليزية)
- تييري ري على موقع JudoInside.com (الإنجليزية)
- تييري ري على موقع AllJudo.net (الفرنسية)
- تييري ري على موقع اللجنة الأولمبية الدولية (الإنجليزية)
- تييري ري على موقع أوليمبيديا (الإنجليزية)